# Shiraminesauropus
Shiraminesauropus (лат.) — ихнород травоядных орнитоподовых динозавров из нижнего мела Азии. Типовой ихновид Shiraminesauropus reini, а также второй ихновид Shiraminesauropus hayashidaniensis названы и описаны Azuma и Takeyama в 1991 году.

## История исследования
Голотип Shiraminesauropus reini — FPMN 850321, представляющий собой единственный естественный слепок, обнаружен в 1985 году в слоях подгруппы Itoshiro, датированных берриасом — барремом (около 145—125 млн лет назад), префектура Исикава, Япония.
Голотип Shiraminesauropus hayashidaniensis — FPMN 900881, представляющий собой единственный естественный слепок, обнаружен в 1989 году в слоях подгруппы Itoshiro, датированных берриасом — барремом (около 145—125 млн лет назад), префектура Фукуи, Япония.

## Описание и классификация
Трёхпалые следы, третий палец относительно длинный, тонкий; четвёртый палец острее других. Matsukawa и коллеги в 1995 году отметили, что материал возможно недостаточный и недиагностируемый, не было проведено должного сравнения с другими отпечатками, а различия в сохранности не были приняты во внимание. Lockley и Matsukawa в 1998 году заключили, что оба ихновида являются nomen dubium. Dias-Martinez и коллеги соглашаются с этим заключением.